# Râul Taudor
Râul Taudor este un râu din România, afluent al râului Câlniștea. 